# Gil Elvgren
Gil Elvgren, właśc. Gillette Elvgren (ur. 1914, zm. 1980) – amerykański grafik, ilustrator, najbardziej znany przedstawiciel stylu pin-up.
Urodził się w Saint Paul w stanie Minnesota 15 marca 1914 roku. Studiował na Minneapolis Institute of Arts, a po ukończeniu nauki został przyjęty do najbardziej prestiżowej wówczas agencji reklamowej w Chicago, Stevens and Gross. W 1937 roku zaczął tworzyć kalendarze pin-up dla popularnego wydawnictwa Louis F. Dow. W 1944 roku przeszedł do wydawnictwa Brown and Bigelow, gdzie co roku tworzył 20 wzorów kalendarzy oraz reklamy dla licznych koncernów, np. Coca-Cola, General Electric, Sealy Mattress Company. W latach 40. i 50. był także ilustratorem różnych magazynów i czasopism. Swoje ilustracje tworzył na podstawie fotografii.